# Cláudio Petraglia
Claudio Cesar Petraglia Guimarães (São Paulo, 20 de enero de 1930 - Río de Janeiro, 31 de marzo de 2021) fue un músico, compositor, director, actor, guionista, novelista y productor brasileño. Fue uno de los fundadores de TV Cultura y TV Bandeirantes do Rio. También fue CEO del Polo de Comunicación de Cine y Video ubicado en el Estudio Oscarito.

## Biografía
Licenciado en Administración de Empresas por la Fundación Getulio Vargas, pero se dedicó a las artes en general y a la televisión brasileña.
En el teatro, fue productor musical y compositor, además de productor y director en decenas de obras de teatro, como en "Los intereses creados", "Las brujas de Salem", "Dulces pájaros de la juventud", "Escuelas de Maridos”,“Oh, esa Delícia de Guerra”,“Cabello”,“Tom Payne”,“A Moreninha” o “Missa Leiga”. También tradujo y adaptó piezas como "L´oeuf", de Félicien Marceau.
En cine, trabajó como asistente de producción y dirección, así como guionista, en producciones como en la película brasileña-italiana "Acade in Brasile"; en la serie estadounidense Tarzán de la década de 1960; o en la película estadounidense-brasileña The Lluvia suave de 1966. En las películas São Paulo, Sociedade Anônima (compuesta "Favela", "Dois Corações" y "Fim do Ano") y "Três Histórias de Amor" de 1966, compuso las canciones y fue director musical.
También se dedicó a la música clásica, siendo uno de los fundadores del "Movimento Ars Nova" en São Paulo, en la década de 1960, y organizador del 1º Festival de Música Clásica en el Teatro Maria Della Costa.
Como productor de televisión, adaptó la franquicia norteamericana "Barrio Sésamo" y creó el programa Vila Sésamo para Globo. Como novelista, escribió la telenovela O Mestiço, proyectada por Tupi de São Paulo en la década de 1960.
Fue director artístico de TV Bandeirantes São Paulo, contratado en 1973 para redefinir la parrilla de la emisora de São Paulo. Bajo su supervisión, se crearon nuevos programas grabados en estudios en un momento en que la emisora compraba películas y series estadounidenses.
Como actor, participó en la película de 1967 "Cara a Cara" y en la telenovela A Revolta dos Anjos.
Estuvo casado con la socialité Helena Petraglia, quien falleció en 2014, y es tío del actor Ricardo Petraglia.

## Fallecimiento
Cláudio Petraglia falleció el 31 de marzo de 2021 como consecuencia del COVID-19.

## Premios y nominaciones

### Trofeo APCA
| Año  | Categoría                  | Resultado |
| ---- | -------------------------- | --------- |
| 1973 | Mejor compositor de teatro | ganador   |